# Кинрой
Кинрой (на нидерландски: Kinrooi) е селище в Североизточна Белгия, окръг Маасейк на провинция Лимбург. Намира се на границата с Нидерландия, на 5 km северно от град Маасейк. Населението му е около 12 000 души (2006).